# Parc Yahataya
Le parc Yahataya (八幡屋公園) est un parc situé à Osaka dans l'arrondissement de Minato-ku au Japon. Il a été créé en 1923

## Histoire
Le parc Yahataya a été construit dans le but d'accueillir l'épreuve d'athlétisme des sixièmes Jeux de l'Extrême-Orient qui ont eu lieu à Osaka en 1923.
Depuis 1996, le parc regroupe le gymnase municipal d'Osaka et le complexe aquatique Osaka Pool, qui abrite également une patinoire en hiver.

## Activités
Le parc propose deux sentiers de marche. Le premier de 500 mètres et le second de 800 mètres.
On peut monter sur le toit du gymnase qui a été aménagé en plate-forme d'observation. Il offre une vue panoramique à 360 degrés.
Au centre du parc se trouve le jardin avec ses pelouses et ses plantes. Divers événements y sont organisés.
Enfin, il y a un terrain multi-sport extérieurs où l'on peut jouer au basket-ball ou encore au tennis.